# Fluminense de Feira
Fluminense de Feira Futebol Clube este o echipă de fotbal din Feira de Santana, Bahia, Brazilia.

## Palmares
- Campeonato Baiano: 2

1963, 1969
- Taça Estado da Bahia: 2

1998, 2009